# Hussein Monsalve
Hussein ("Yussen") José Monsalve Madrid (nascido em 3 de março de 1969) é um ex-ciclista venezuelano que foi um dos atletas a representar o seu país em duas edições dos Jogos Olímpicos, 1992 e 1996; e nos Jogos Pan-Americanos de 1999.